# Penstemon immanifestus
Penstemon immanifestus är en grobladsväxtart som beskrevs av Noel Herman Holmgren. Penstemon immanifestus ingår i släktet penstemoner, och familjen grobladsväxter. Inga underarter finns listade i Catalogue of Life.